# Mus cervicolor
Mus cervicolor је врста глодара из породице мишева (лат. Muridae).

## Распрострањење
Врста има станиште у Вијетнаму, Индији, Камбоџи, Лаосу, Мјанмару, Непалу, Пакистану, Тајланду и Шри Ланци.

## Станиште
Врста Mus cervicolor има станиште на копну.
Врста је по висини распрострањена од нивоа мора до 2.000 метара надморске висине.

## Угроженост
Ова врста није угрожена, и наведена је као последња брига јер има широко распрострањење.

### Популациони тренд
Популација ове врсте је стабилна, судећи по доступним подацима.